# Entomogramma venusta
Entomogramma venusta är en fjärilsart som beskrevs av Walker 1865. Entomogramma venusta ingår i släktet Entomogramma och familjen nattflyn. Inga underarter finns listade i Catalogue of Life.